# Cisnes
Cisnes este o comună din provincia Aisén, regiunea Aisén, Chile, cu o populație de 4.964 locuitori (2012) și o suprafață de 15831,4 km2.